# Melipotis limitaris
Melipotis limitaris är en fjärilsart som beskrevs av Achille Guenée 1852. Melipotis limitaris ingår i släktet Melipotis och familjen nattflyn. Inga underarter finns listade i Catalogue of Life.